# Filozofie náboženství
Filozofie náboženství je filozofické zkoumání ústředních témat a pojmů náboženských tradic. Zabývá se otázkou významu a povahy náboženství, analyzuje náboženské koncepty, přesvědčení, termíny, argumenty a samotné praktikování náboženství věřícími. Filozofické diskuse na tato témata se vedou již od starověku a objevují se v nejstarších známých filozofických textech. Tento obor souvisí s mnoha dalšími odvětvími filozofie včetně metafyziky, epistemologie a etiky.
Filozofie náboženství se liší od náboženské filozofie tím, že diskutuje o otázkách týkajících se povahy náboženství jako celku a nezkoumá problémy, které přináší konkrétní systém víry. Filozofií náboženství se mohou nezaujatě zabývat věřící i nevěřící.

## Pojem
Doc. Jakub Sirovátka definuje filozofii náboženství jako „všeobecnou, rozumovou reflexi fenoménu náboženství“. Tato disciplína se zabývá různými typy víry v Boha či bohy, rozmanitostí náboženské zkušenosti, vztahem vědy a náboženství a jejich vzájemným ovlivňováním, povahou a rozsahem dobra a zla, náboženským pojetím zrození, dějin a smrti. Věnuje se etickým důsledkům náboženských závazků, vztahu mezi vírou, rozumem, zkušeností a tradicí, pojetím zázraku, posvátného zjevení, mystiky, moci a spásy.
Filozofie náboženství není ani teologie, ani religionistika, přesto s oběma úzce souvisí. Teologie předpokládá víru v Boha a religionistika zkoumá náboženství jako antropologický, lidský fenomén. Filozofie náboženství pak stejně jako religionistika víru nepředpokládá, zamýšlí se však nad podstatou a opodstatněním náboženství.
Samotný termín se v západním světě začal běžně užívat až v 19. století, ve starších textech bylo většinou o náboženských tématech a nenáboženských filozofických otázkách pojednáváno dohromady. V Asii byly příkladem hinduistické upanišady, díla taoismu a konfucianismu a buddhistické texty. Součástí řeckého pythagoreismu a stoicismu byly náboženské prvky a teorie o božstvech a středověká filozofie byla silně ovlivněna třemi velkými monoteistickými abrahámovskými náboženstvími. V západním světě se raně novověcí filozofové jako Thomas Hobbes, John Locke a George Berkeley zabývali vedle světských otázek také náboženskými tématy.

## Základní problémy

### Teismus a nonteismus
Různá náboženství se v pojetí nejvyšší entity a bytí liší. Touto nejvyšší skutečností může být buď osobní bůh, nebo je tato entita nahrazena konceptem neosobního božství.
V západních náboženstvích jsou nejčastější různé formy teismu, zatímco ve východních náboženstvích existují teistická a také různá neteistická pojetí. Tyto dvě kategorie se běžně používají jako kritérium typologie náboženství. Teismus označuje víru v osobního Boha či bohy, zatímco nonteismus je výrazem pro postoj, kdy existence boha není zásadní či podstatná.
K existenci Boha lze zaujmout širokou škálu filozofických stanovisek, mezi různé formy teismu patří:
- monoteismus – víra v existenci jediného Boha,
- polyteismus – víra v existenci vícero bohů,
- panteismus – víra, že veškerá realita je božské povahy, že Bůh je všechno a ve všem,
- deismus – víra v Boha jakožto stvořitele světa, který už však do jeho běhu dále nezasahuje.[9]

Mezi nonteistické přístupy patří například agnosticismus a různé formy ateismu, ale také hinduismus, taoismus či buddhismus.

### Důkazy Boží existence
Existuje pět základních teistických důkazů existence Boha. Jak shrnuje Peter Cole, čtyři z těchto důkazů jsou a posteriori, tedy staví na pozorování a zkušenosti, tvrzení je tudíž možné empiricky ověřit. Výjimku tvoří ontologický důkaz Boží existence, který je a priori (předzkušenostní, premisy tohoto důkazu zkušeností verifikovat nelze).
1. Ontologický důkaz: Tímto důkazem se zaobírá přirozená teologie, jejími hlavními představiteli jsou Tomáš Akvinský a Anselm z Canterbury. Důkaz říká, že z definice Boha plyne jeho existence.
2. Kosmologický důkaz: Existenci Boha lze odvodit z pozorování určitých charakteristik ve světě kolem nás (např. kauzality). Tyto charakteristiky nemohou mít původ ve světě samotném, jejich prvotní zdroj musí tedy být mimo něj.[11]
3. Teleologický důkaz: Ve světě pozorujeme řád, vše směřuje k nějakému cíli a toto směřování musel do světa někdo vložit.[11]
4. Morální důkaz: Existence Boha je dána tím, že člověk má morální vědomí a chápe Boha jako nejvyšší dobro.[10]
5. Důkaz z náboženské zkušenosti: Existence Boha vysvětluje neobvyklé události a prožitky (např. zázraky).

### Víra a rozum
Ačkoli náboženství k prokázání svých tvrzení používají racionální argumenty, prohlašují také, že náboženské přesvědčení je třeba alespoň částečně přijmout prostřednictvím víry. Koncepce či modely víry jsou následující:
- afektivní model víry – víru chápe jako pocit důvěry, psychologický stav;
- model zvláštního poznání víry jakožto zjevení určitých náboženských pravd;
- model víry jakožto teoretického přesvědčení, že určité náboženské tvrzení je pravdivé;
- víra jako důvěra, jako přijetí závazku, např. závazku důvěřovat Bohu;
- víra jako závazek věřit v důvěryhodnost náboženské pravdy nebo v Boha (jinými slovy důvěra v Boha předpokládá přesvědčení, víra tedy musí obsahovat prvky přesvědčení a důvěry);
- víra jako praktický závazek bez skutečné víry (model hájí například Robert Audi, J. L. Schellenberg a Don Cupitt) – člověk nemusí být přesvědčen o doslovných náboženských tvrzeních o skutečnosti, aby mohl věřit;
- model naděje, víra chápána jako doufání v něco.

### Víra a věda
Dalším důležitým tématem filozofie náboženství i teologie je otázka, zda jsou náboženská přesvědčení slučitelná s vědou a jakým způsobem. Tato oblast čerpá ze studia historie jejich vzájemného ovlivňování a konfliktů, příkladem jsou diskuze ve Spojených státech o výuce evoluce či kreacionismu. Mezi modely tohoto vzájemného působení patří:
- konfliktní model – víra je s vědou v neustálém konfliktu, příkladem je období, kdy byla přijata evoluční teorie, či současné debaty týkající se kreacionismu;
- model, podle kterého jsou víra a věda vzájemně nezávislé, tyto oblasti se vzájemně nepřekrývají (model označován také anglickým souslovím non-overlapping magisteria, zkráceně NOMA, v překladu „nepřekryvné obory“);
- model dialogu – obě oblasti se do jisté míry překrývají, zůstávají sice oddělené, ale sdílejí některé koncepty a předpoklady;
- model integrace či sjednocení – spadá sem například přirozená teologie nebo procesuální teologie.

## Česká filozofie náboženství
Vývoj filozofie náboženství v českých zemích odráží vývoj evropského uvažování v této oblasti. Jako samostatná disciplína byla ustanovena ve druhé polovině 19. století, přestože již dříve se učenci myšlení o náboženství věnovali. Pavlincová a Horyna uvádějí, že za prvního českého filozofa náboženství lze považovat Augustina Smetanu, jehož myšlení je syntézou hegelianismu a herbartismu. Podle Smetany vše spěje k jednotě, ve které se sloučí konečno (jednotliviny) s nekonečnem (lidské vědomí a Duch).
Myšlenkami Johanna Friedricha Herbarta se inspiroval také František Čupr, který tvrdil, že náboženství je výtvorem člověka a lidských kultur. To také znamená, že se s časem mění a přizpůsobuje tak, jak je s ohledem na momentální stav vývoje společnosti potřeba.
Na konci 19. století se začali filozofii náboženství věnovat Tomáš Garrigue Masaryk, František Krejčí nebo Miroslav Tyrš. Ve 20. století také došlo k vytvoření základní typologie českého filozofického smýšlení o náboženství. Mezi tři typy přístupů patří:
1. teologický přístup – reprezentuje Emilian Soukup,
2. filozofický přístup – představuje František Linhart,
3. religionistický přístup – zástupcem je Otakar Pertold.

Autoři knihy Filozofie náboženství upozorňují, že přestože je tato typologie jasná a přehledná, má také zjednodušující aspekt. Koncepce filozofů náboženství jsou obvykle komplexní a ne výjimečně se výše uvedenými typy přístupů prolínají.